# Хамфрис (округ, Миссисипи)
Округ Хамфрис (англ. Humphreys County) — округ штата Миссисипи, США. Население округа на 2000 год составляло 11206 человек. Административный центр округа — город Белзони.

## История
Округ Хамфрис основан в 1918 году.

## География
Округ занимает площадь 1082.6 км2.

## Демография
Согласно переписи населения 2000 года, в округе Хамфрис проживало 11206 человек (данные Бюро переписи населения США). Плотность населения составляла 10.4 человек на квадратный километр.